# Grandes Maisons
Les Grandes Maisons sont des familles majeures et mineures (ou des planètes) décrites dans le cycle de fiction de Dune, de Frank Herbert et ses suites. 
Les Grandes Maisons qui exercent un pouvoir dans l’Imperium sont :
- La maison Corrino, famille impériale entre 8900 et 10193
- La maison Atréides, famille impériale après 10193
- La maison Ecaz
- La maison Fenring
- La maison Ginaz
- La maison Hagal
- La maison Harkonnen
- La maison Metulli
- La maison Moritani
- La maison Richèse
- La maison Vernius (les Ixiens)

Les Maisons majeures sont celles qui détiennent des fiefs planétaires, ce sont des « entrepreneurs interplanétaires ». Les Maisons mineures, elles, sont des « entrepreneurs planétaires ».
Outre leurs activités commerciales et industrielles, les Grandes Maisons possèdent un pouvoir politique dans l'Impérium, notamment au Landsraad.
Ce pouvoir est partagé avec d'autres organismes tels que :
- La Guilde spatiale
- Le Bene Gesserit
- Le Bene Tleilax